# ريكس ستيوارت
ريكس ستيوارت (بالإنجليزية: Rex Stewart)‏ هو عازف جاز أمريكي، ولد في 22 فبراير 1907 في فيلادلفيا في الولايات المتحدة، وتوفي في 7 سبتمبر 1967 في لوس أنجلوس في الولايات المتحدة.

## وصلات خارجية
- ريكس ستيوارت على موقع IMDb (الإنجليزية)
- ريكس ستيوارت على موقع الموسوعة البريطانية (الإنجليزية)
- ريكس ستيوارت على موقع ميوزك برينز (الإنجليزية)
- ريكس ستيوارت على موقع أول ميوزيك (الإنجليزية)
- ريكس ستيوارت على موقع ديسكوغز (الإنجليزية)